# Maarten Jozef Vermaseren
Maarten Jozef Vermaseren (* 7. April 1918 in Nijmegen; † 9. September 1985 in Amsterdam) war ein niederländischer Religionshistoriker. Sein Spezialgebiet waren in Nachfolge von Franz Cumont die orientalischen Kulte im römischen Reich.
Vermaseren studierte nach dem Besuch des Canisius-Kollegs in Nijmegen an der Katholischen Universität Nijmegen Klassische Philologie und Archäologie, unterbrochen durch die Deportation nach Deutschland. Nach dem Krieg lebte er für zwei Jahre in Rom, wo er als Zeitungskorrespondent tätig war und weiterstudierte. 1948 schloss er sein Studium, angeregt durch Ferdinand De Waele, mit einem Corpus aller bekannten Denkmäler des Mithraskultes ab, aus dem das 1956–1960 publizierte Corpus Inscriptionum et Monumentorum Religionis Mithriacae hervorging.
Von 1948 bis 1953 war er Assistent an der Universität Utrecht, wo er 1951 mit einer Arbeit De Mithradienst in Rome promoviert wurde. 1953 bis 1955 unterrichtete er als Lehrer für Alte Sprachen an der Werkplaats Kindergemeenschap bei Utrecht, von 1958 bis 1968 am Vossius-Gymnasium in Amsterdam. Von 1968 bis 1979 war er als außerordentlicher Professor für Religionsgeschichte des Hellenismus an der theologischen Fakultät der Universität Utrecht tätig.
Seit seinem Studium galt seine gesamte wissenschaftliche Forschung den orientalischen Religionen, insbesondere Mithras, Kybele und Attis. 1952 bis 1958 und 1964 bis 1966 führte er in Rom Grabungen im Mithräum unter Santa Prisca durch. 1959 erschien sein Buch Mithras de geheimzinnige God (deutsch Mithras. Geschichte eines Kultes, 1965), das in zahlreiche Sprachen übersetzt für viele Jahrzehnte zum wichtigsten Buch zum Mithraskult wurde. Seit 1961 gab er die Reihe Études préliminaires aux religions orientales dans l’Émpire romain heraus, bis zu seinem Tode erschienen 103 Bände. Von 1977 bis 1989 erschien in sieben Bänden sein Corpus cultus Cybelae Attidisque.